# Guts of a Virgin

Guts of a Virgin est un album de Painkiller paru sur le label Earache  en 1991, et réédité en 1998 avec Buried Secrets. Il a été également réédité par Tzadik dans le coffret Collected Works en 1998. Premier album du groupe comprenant Mike Harris, Bill Laswell et John Zorn, enregistré en une nuit, d'une durée de 25 minutes, il propose un mélange de jazz et de grindcore fortement teinté d'improvisation. La pochette, qui présente des photos d'un institut médico-légal, a été saisie lors de sa sortie en Grande-Bretagne.

## Titres
| 1.    | Scud Attack               | 3:07 |
| 2.    | Deadly Obstacle Collage   | 0:21 |
| 3.    | Damage To The Mask        | 2:43 |
| 4.    | Guts Of A Virgin          | 1:19 |
| 5.    | Handjob                   | 0:10 |
| 6.    | Portent                   | 4:00 |
| 7.    | Hostage                   | 2:24 |
| 8.    | Lathe Of God              | 0:56 |
| 9.    | Dr. Phibes                | 3:00 |
| 10.   | Purgatory Of Fiery Vulvas | 0:26 |
| 11.   | Warhead                   | 1:12 |
| 12.   | Devil's Eye               | 4:37 |
| 24:15 |                           |      |

## Personnel
- Mike Harris - batterie, voix
- Bill Laswell - basse
- John Zorn - saxophone alto, voix